# بوزآتلي (أديامان)
بوزآتلي (بالكردية: Pewrikan‏) (بالتركية: Bozatlı)‏ هي قرية كرديّة تتبع إداريّاً لمديرية أديامان في محافظة أديامان التركية الواقعة في جنوب شرق الأناضول. وبلغ عدد سكانها 418 نسمة في عام 2021.